# 1483 az irodalomban
Az 1483. év az irodalomban.

## Születések
- március 6. – Francesco Guicciardini olasz történetíró († 1540)
- november 10. – Luther Márton, a protestáns reformáció szellemi atyja, lelkész, teológus, reformátor; Biblia-fordítása a német irodalomnak, a német nyelvfejlődésnek is meghatározó eseménye († 1546)